# Toyota 92C-V

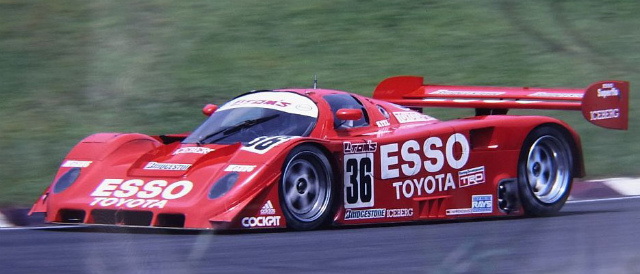
Toyota 92C-V

Der Toyota 92C-V war ein Gruppe-C-Sportwagen, der 1992 für den Einsatz in der Japanischen Sportwagen-Meisterschaft entwickelt wurde.

## Entwicklungsgeschichte und Technik
Der 92C-V war die Weiterentwicklung des Toyota 91C-V. Gebaut wurde der Wagen nach den Reglement der Gruppe-C2. Mit einem Mindestgewicht von 700 kg war die C2-Prototypen um 100 kg leichter als Gruppe-C1-Wagen. Allerdings durfte der Tankinhalt nur 55 Liter betragen; im Unterschied von 100 Litern bei den Gruppe-C1-Fahrzeugen. Um der Verbrauchsformel zu entsprechen, durften bei einem 1000-km-Rennen nur 33 Liter Treibstoff pro 100 Kilometer Distanz verbraucht werden. In der Gruppe C1 durften die Motoren mit 60 Liter pro 100 Kilometer fast doppelt so viel verbrauchen.
Im Gegensatz zu den meisten Mitbewerbern kam bei Toyota auch im Gruppe-C2-92C-V mit einem 3,5-Liter-V8-Agreggat ein Turbomotor zum Einsatz.

## Renngeschichte
Die japanische Meisterschaft trug ihre Rennen nach dem technischen Reglement der Gruppe C aus. Dort waren die 92C-V aber als C1 eingestuft und mussten Zusatzgewichte aufnehmen um das Gewichtslimit nicht zu unterschreiten. Ursprünglich sollten die 92C-V auch nur in den japanischen Sportwagen-Meisterschaft gefahren werden. Zwei Wagen waren jedoch beim 24-Stunden-Rennen von Le Mans gemeldet, wo der TS010 der Einsatzwagen in der Gruppe C1 war und die 92C-V in der Gruppe C2 fuhren. Das Debüt gab der Wagen beim 500-km-Rennen von Suzuka 1992, dem ersten Wertungslauf der Meisterschaft in Japan, für die Tom's-Toyota-Werksmannschaft Im Rennen gab es einen Doppelsieg für Nissan. Dahinter platzierten sich die 92C-V-Mannschaften Steven Andskär/George Fouché und Roland Ratzenberger/Eje Elgh auf den Plätzen drei und vier.
Beim zweiten Saisonlauf, dem 1000-km-Rennen von Fuji, folgte ein fünfter Gesamtrang durch Pierre-Henri Raphanel und Masanori Sekiya. In Le Mans erreichten beide Wagen das Ziel, wobei Stefan Johansson, George Fouché und Steven Andskär mit dem fünften Gesamtrang auch die Klasse der C2-Wagen für sich entscheiden konnten.
Rennsieg konnte mit dem 92C-V keiner gefeiert werden. Einem Gesamtsieg am nächsten kam Raphanel und Sekiya mit dem zweiten Gesamtrang beim 500-km-Rennen von Sugo 1992. Die 92C-V wurden 1993 durch die nächste Entwicklungsstufe dieses Rennwagentyps, den 93C-V, ersetzt.